# Матяж Смодиш
Матяж Смодиш (на словенски: Matjaž Smodiš) е бивш словенски баскетболист, играещ като тежко крило или център. Той е трикратен победител в Евролигата и бивш капитан на националния отбор на Словения. Най-известен е с изявите си за ПБК ЦСКА (Москва), като е първият чуждестранен капитан в историята на клуба.

## Клубна кариера
Започва кариерата си през 1994 г. втима на Крка Ново Место. През 1999 и 2000 г. участва в Мача на звездите на словенската А лига, а през сезон 1999/00 става шампион на страната. През 2000 г. подписва с италианския Виртус Болоня и още по време на първия си сезон там печели Евролигата, а също титлата и Купата на Италия. На следващия сезон Виртус достига финал в Евролигата и отново печели Купата на страната. През 2001 г. Смодиш участва в драфта на НБА, но не е избран.
Между 2003 и 2005 г. играе за друг тим от Болоня – Фортитудо и през сезон 2004/05 става шампион на Италия. През 2005 г. подписва с ПБК ЦСКА (Москва), където треньор е бившият наставник на Виртус Еторе Месина. Смодиш става важна част от състава на „армейците“, който в този период е вероятно най-силният в европейския баскетбол – Евролигата е спечелена 2 пъти (2005/06 и 2007/08), а през 2007 и 2009 г. тимът играе финал в турнира. Спечелени са и 6 поредни титли на Русия, както и два пъти Обединената ВТБ Лига (2008 и 2010). През 2007 г. Смодиш е избран във втората петица на отбора на годината в Евролигата. През 2008 г. след като капитанът Захар Пашутин напуска отбора, словенецът е избран за капитан. Пропуска по-голямата част от сезон 2009/10 поради контузия, а през сезон 2010/11 губи титулярното си място, след като на неговата позиция се разчита повече на Виктор Хряпа и по-младия Андрей Воронцевич.
През лятото на 2011 г. напуска ЦСКА Москва, след което играе по 1 сезон в Цедевита Загреб и отново в Крка Ново Место.

## Национален отбор
През 1998 г. става сребърен медалист за младежи на Евробаскет до 22 г. С националния отбор на Словения играе общо на 5 европейски първенства – 1999, 2001, 2007, 2009 и 2011 г. От 2009 до 2011 г. е капитан на националния тим. Най-добрият резултат на Словения по това време е 4-то място през 2009 г.

## Успехи

### Клубни
- Евролига – 2001, 2006, 2008
- Шампион на Словения – 2000, 2013
- Шампион на Италия – 2001, 2005
- Купа на Италия – 2001, 2002
- Шампион на Русия – 2006, 2007, 2008, 2009, 2010, 2011
- Купа на Русия – 2006, 2007, 2010
- Обединена ВТБ Лига – 2008, 2010
- Купа на Хърватия – 2012

### Индивидуални
- В мача на звездите на словенската А лига – 1999, 2000
- В мача на звездите на италианската Серия А – 2004
- В идеалния отбор на Евролигата – 2007 (втора петица)
- MVP на Купата на Хърватия – 2012
- MVP във финала на словенската А лига – 2013